# Lycianthes coffeifolia
Lycianthes coffeifolia är en potatisväxtart som beskrevs av Friedrich August Georg Bitter. Lycianthes coffeifolia ingår i Himmelsögonsläktet som ingår i familjen potatisväxter. Inga underarter finns listade i Catalogue of Life.